# Nenasa obliqua
Nenasa obliqua är en insektsart som beskrevs av Chan och Yang 1994. Nenasa obliqua ingår i släktet Nenasa och familjen Caliscelidae. Inga underarter finns listade i Catalogue of Life.